# Laisiasa Gataurua
Laisiasa Gataurua (Tavua, Fiyi, 25 de noviembre de 1981) es un exfutbolista de Fiyi que jugaba en la posición de centrocampista.

## Carrera

### Club
| Periodo   | Club           |
| --------- | -------------- |
| 2003      | Fiyi Olympians |
| 2004-2014 | Suva FC        |

### Selección nacional
Jugó para Fiyi en 13 ocasiones de 2003 a 2004 y anotó cinco goles; participó en los Juegos del Pacífico Sur de 2003 y en la copa de las Naciones de la OFC 2004.
| No | Fecha              | Sede                                       | Rival              | Marcador | Resultado | Torneo                                               |
| -- | ------------------ | ------------------------------------------ | ------------------ | -------- | --------- | ---------------------------------------------------- |
| 1. | 5 de julio de 2003 | Vodafone Ratu Cakobau Park, Nausori, Fiyi  | Kiribati           | 3–0      | 12–0      | Juegos del Pacífico Sur 2003                         |
| 2. | 12 de mayo de 2004 | National Soccer Stadium, Apia, Samoa       | Papúa Nueva Guinea | 3–2      | 4–2       | Clasificación para la Copa Mundial de Fútbol de 2006 |
| 3. | 15 de mayo de 2004 | National Soccer Stadium, Apia, Samoa       | Samoa Americana    | 9–0      | 11–0      | Clasificación para la Copa Mundial de Fútbol de 2006 |
| 4. | 15 de mayo de 2004 | National Soccer Stadium, Apia, Samoa       | Samoa Americana    | 10–0     | 11–0      | Clasificación para la Copa Mundial de Fútbol de 2006 |
| 5. | 2 de junio de 2004 | Marden Sports Complex, Adelaida, Australia | Australia          | 1–1      | 1–6       | Copa de las Naciones de la OFC 2004                  |